# Vertrag von Kurukowe
Der Vertrag von Kurukowe (polnisch Ordynacja kurukowska) wurde 1625 zur Beendigung des Schmajlo-Aufstands in Polen-Litauen zwischen dem polnisch-litauischen König Sigismund III. Wasa und den Kosaken am See Kurukowe, heute Stadtteil vom Krementschuk, geschlossen.

## Vorgeschichte
Die Saporoger Kosaken waren mit der Union von Brest sowie mit der Beschränkung der registrierten Kosaken, die Sold von der polnischen Krone erhielten, unzufrieden. Sie wollten eine Aufstockung der registrierten Kosaken, eine Gleichberechtigung der orthodoxen Kirche und eine Vertreibung der Juden, die für die polnischen Magnaten die Abgaben eintrieben. Daher kam es seit dem 16. Jahrhundert immer wieder zu kleineren oder größeren Aufständen der Kosaken gegen die polnisch-litauischen Könige.
1623/1624 überfielen die Saporoger Kosaken das Khanat der Krim und intervenierten in innere Angelegenheiten der Krimtataren, wo ein Bürgerkrieg zwischen Mehmed III. Girej und seinem Bruder Schachin Gerej tobte. 1625 überfielen die Kosaken zunächst Kaffa und plünderten danach dreimal das Umland von Konstantinopel. Als König Sigismund III. Wasa sie aufforderte, die Plünderungen einzustellen, da der König mit dem Sultan einen Frieden vereinbart hatte, verweigerten sie dies. Daher entsandte Sigismund III. Wasa eine Strafexpedition unter Führung von Hetman Stanisław Koniecpolski gegen die Saporoger Kosaken im September 1625, die im Oktober Tscherkassy einnahm. Daraufhin brach der Aufstand unter Kosaken unter Marko Schmajlo aus. Koniecpolski konnte einige der Kosaken dazu bewegen, Schmajlo abzusetzen und Mykhailo Doroschenko wurde zum neuen Hetman der Registerkosaken gewählt. Doroschenko war zu Zugeständnissen bereit.

## Beschlüsse
Die Tschaikas der Kosaken wurden abgebrannt und die Kosaken verpflichteten sich, mit ihren Überfällen auf das osmanische Reich und seine Verbündeten aufzuhören. Sie sollten keine Verträge mit äußeren Mächten abschließen und sich nicht in die inneren Angelegenheiten von Festungen und Städten einmischen. Die Anzahl der registrierten Kosaken wurde auf 6.000 begrenzt. Die Registerkosaken mussten sich auf sechs Königsgüter zurückziehen. Die Kosaken sollten dagegen das Recht zur Wahl ihres Hetmans behalten. Dieser bedurfte jedoch der Genehmigung durch den polnisch-litauischen König.

## Nachgang
Der polnische Sejm hat den Vertrag im Anfang 1626 ratifiziert. Bei der Ratifizierung war eine Gesandtschaft der Saporoger Kosaken anwesend.